# Ћерезлук (Фоча)
Ћерезлук (Вашар махала) представља заштићену амбијенталну целину — некадашњу махалу, која се налази са леве стране Ћехотине, у Фочи, Република Српска, Босна и Херцеговина. Ћерезлук се налази у регистру непокретних културних добара Републике Српске.